# Håkan Lindman
Håkan Fred Ingvar Lindman (Göteborg, 27 november 1961) is een gewezen Zweedse voetballer. Hij voetbalde, op enkele maanden bij RSC Anderlecht na, altijd in Zweden. In 1988 nam hij deel aan de Olympische Zomerspelen in Seoel.

## Carrière
Lindman werd geboren in Göteborg en genoot zijn opleiding bij het plaatselijke GAIS Göteborg. In 1979 maakte de toen 18-jarige aanvaller zijn debuut in het eerste elftal. Hij werd een vaste waarde bij de Zweedse tweedeklasser. Mede dankzij 19 doelpunten van Lindman in bijna evenveel wedstrijden kon Göteborg in 1984 promotie afdwingen. De club keerde terug naar Tweede Klasse. Lindman stapte over naar reeksgenoot Karlstad BK.
In Karlstad maakte de aanvaller indruk en dwong hij een transfer af naar eersteklasser Malmö FF. Bij die club belandde hij vaak op de bank. In november 1987 haalde RSC Anderlecht hem naar België. Hij werd in eerste instantie regelmatig opgesteld, maar toen Raymond Goethals het roer overnam, kregen Luc Nilis en Edi Krnčević de voorkeur. 
In de nazomer van 1988 nam hij met de nationale ploeg deel aan de Olympische Spelen. Nadien verliet hij Anderlecht en keerde hij terug naar Malmö FF.
In zijn eerste seizoen na zijn terugkeer veroverde hij met Malmö de titel. Het jaar nadien won de club de Beker van Zweden. In 1990 zette de toen 29-jarige aanvaller een punt achter zijn carrière.

## Erelijst
Malmo FF
- Zweeds landskampioen

1988
- Zweeds bekerwinnaar

1989